# Кананга (місто)
Кананга (раніше Лулуаборг, фр. Kananga) — місто у Демократичній Республіці Конго. Адміністративний центр провінції Лулуа. Населення станом на 2012 рік складало 1 061 181 особу.

## Географія
Місто розташовано неподалік від річки Лулуа — притоки Касаї, поряд із залізницею Ілебо — Лубумбаші, на висоті 608 м над рівнем моря.

### Клімат
Місто знаходиться у зоні, котра характеризується кліматом тропічних саван. Найтепліший місяць — березень із середньою температурою 25 °C (77 °F). Найхолодніший місяць — липень, із середньою температурою 23.3 °С (74 °F).
| Клімат Кананги          | Клімат Кананги | Клімат Кананги | Клімат Кананги | Клімат Кананги | Клімат Кананги | Клімат Кананги | Клімат Кананги | Клімат Кананги | Клімат Кананги | Клімат Кананги | Клімат Кананги | Клімат Кананги | Клімат Кананги |
| Показник                | Січ.           | Лют.           | Бер.           | Квіт.          | Трав.          | Черв.          | Лип.           | Серп.          | Вер.           | Жовт.          | Лист.          | Груд.          | Рік            |
| Абсолютний максимум, °C | 34             | 33             | 33             | 33             | 34             | 33             | 33             | 34             | 33             | 32             | 32             | 32             | 34             |
| Середній максимум, °C   | 29             | 29             | 30             | 30             | 30             | 31             | 29             | 30             | 29             | 29             | 29             | 28             | 30             |
| Середня температура, °C | 24             | 24             | 25             | 25             | 25             | 24             | 23             | 24             | 24             | 24             | 24             | 24             | 24             |
| Середній мінімум, °C    | 20             | 20             | 20             | 20             | 20             | 17             | 17             | 18             | 19             | 20             | 20             | 20             | 19             |
| Абсолютний мінімум, °C  | 17             | 17             | 17             | 17             | 16             | 14             | 13             | 15             | 17             | 17             | 17             | 17             | 13             |
| Норма опадів, мм        | 110            | 110            | 180            | 150            | 80             | 10             | 10             | 50             | 110            | 140            | 230            | 200            | 1440           |
| Днів з дощем            | 9              | 8              | 9              | 9              | 6              | 1              | 1              | 3              | 7              | 9              | 13             | 10             | 85             |
| Вологість повітря, %    | 81             | 80             | 80             | 80             | 72             | 69             | 68             | 74             | 78             | 81             | 83             | 83             | 77             |
| ----------------------- | -------------- | -------------- | -------------- | -------------- | -------------- | -------------- | -------------- | -------------- | -------------- | -------------- | -------------- | -------------- | -------------- |
| Джерело: Weatherbase    |                |                |                |                |                |                |                |                |                |                |                |                |                |

## Інфраструктура
Кананга є важливим торговим і політичним центром; у місті є музей та аеропорт.